# Parasha
Parasha (hebr. פָּרָשָׁה [pārāšā] el. פְּרָשָׁה [pərāšā], ‘inddeling’; flertal parasjijót) er navnet på et af de læseafsnit, som
de fem Mosebøger var inddelt i af hensyn til
oplæsningen ved sabbatsgudstjenesterne i
synagogerne. I nytestamentlig tid havde man i Palæstina
almindeligvis en inddeling i 154 parasher, beregnet
på, at hele Loven skulle læses i løbet af tre år;
i Babylon regnede man derimod kun med
54 parasher, svarende til en etårig cyklus, og denne
ordning trængte efterhånden igennem og blev enerådende
fra det 14. århundrede.
Se også
- Haftara